# بيلي ويليامسون (لاعب كرة قدم)
بيلي ويليامسون (بالإنجليزية: Billy Williamson)‏ هو لاعب كرة قدم بريطاني، ولد في 29 سبتمبر 1952. لعب مع نادي دندي.